# Universal Auto Atlas
Universal Auto Atlas är en vägatlas på datorn över riksvägar i Sverige och större vägar i områden kring Sverige för MS-DOS 3.3 från 1999. Programmet har även en detaljerad karta med alla gator över Stockholm, Göteborg och Malmö. Programmet är skapat av Magnus Elvinson och Wolf Sturm för Nya internationella idéer och Internationell teknisk utveckling.
I programmet finns förutom städer och orter även få utvalda parkeringar, restauranger, campingplatser, parkeringsplatser, sjukhus och museum med mera markerade på kartan. Användaren kan få hjälp med att få vägbeskrivning för en sträcka mellan två platser, med sju olika möjligheter. I vägbeskrivning kan användaren förutom värdvägen, körtiden, körsträcka också får veta bränsleförbrukningen och bränslekostnaden.
Under 2002 släpptes den andra versionen av programmet, Universal Auto Atlas 2.